# Horisme albicristata
Horisme albicristata là một loài bướm đêm trong họ Geometridae.